# Rheinische Ritterschaft
Die Rheinische Ritterschaft ist eine Genossenschaft des rheinischen Adels.

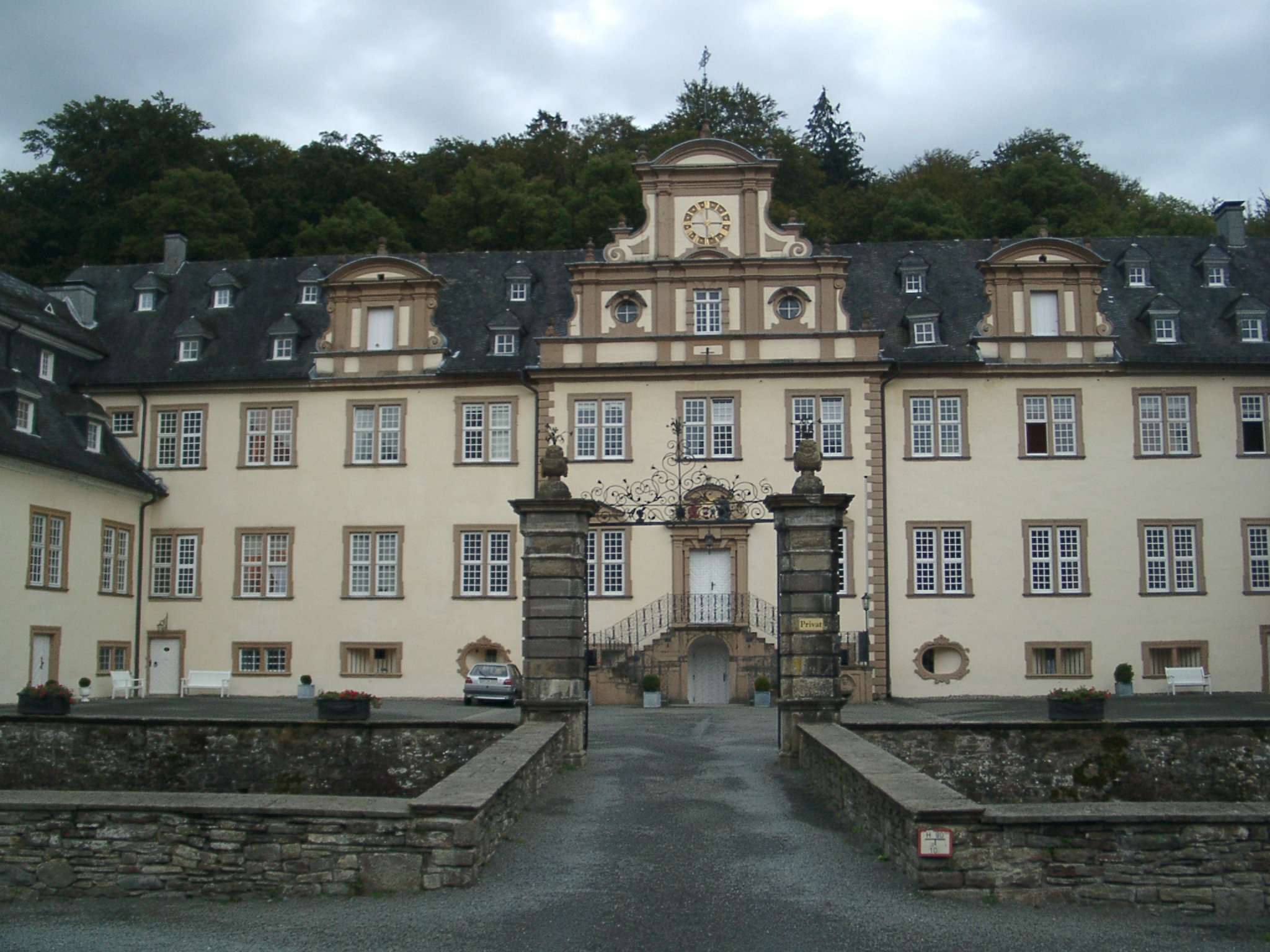
Schloss Ehreshoven, derzeitiger Sitz der Rheinischen Ritterschaft (2011)

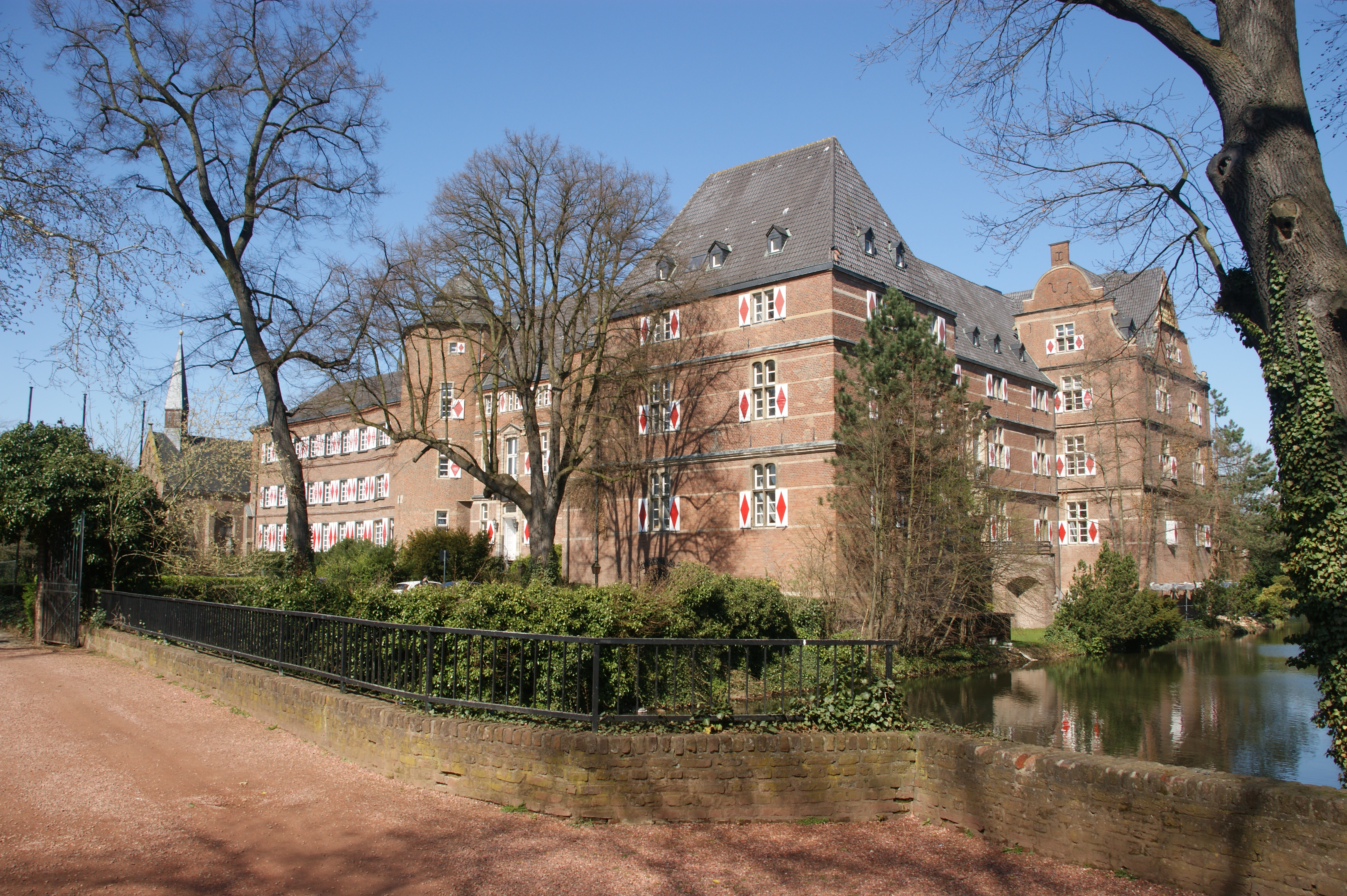
Schloss Bedburg, ehemaliger Sitz der Rheinischen Ritterschaft (2010)

Entstanden ist die Körperschaft des öffentlichen Rechts kraft königlich preußischer Gründung am 21. Januar 1837 (Preußisches Gesetzblatt vom 13. Mai 1837). Es handelte sich zunächst um einen Zusammenschluss von 30 Familien des alten ritterbürtigen Uradels in der preußischen Rheinprovinz um Johann Wilhelm Freiherr von Mirbach, Heinrich Friedrich Karl Freiherr vom Stein und Christoph Freiherr von Wylich. Der Vorstand der Genossenschaft wird aus dem Ritterhauptmann und den Ritterräten gebildet, die Mitglieder sind dem historischen Adel angehörende Besitzer von Rittergütern in der früheren preußischen Rheinprovinz. Der Ritterhauptmann bedurfte der Bestätigung durch den Landesherren.
Den Mitgliedern der Ritterschaft wurde vom preußischen König das Recht zugestanden, frei (autonom) zu testieren. In den ehemals französischen Landesteilen galten nämlich die im Code civil vorgeschriebenen Erbregelungen fort, die eine freie letztwillige Verfügung nicht vorsahen. Eine ungeteilte Vererbung von Gütern wäre nach den Regelungen des Code Civil nicht möglich gewesen. Diese Sonderregelung für die Angehörigen der Mitgliedsfamilien hatte in Form einer Entbindung vom Pflichtteilsrecht über Artikel 216 des Einführungsgesetzes zum Bürgerlichen Gesetzbuche (EGBGB) Eingang in das Bürgerliche Gesetzbuch (BGB) gefunden, ist aber inzwischen aufgrund der zur Umsetzung des Artikels 109 der Weimarer Verfassung erlassenen Vorschriften gegenstandslos geworden.
Das Schiedsgericht des ritterbürtigen Rheinischen Adels war 1837 bis 1918 ein besonderes Gericht zur Klärung von Erbstreitigkeiten, die die Mitgliedfamilien betraf. Hierzu machte zunächst der Vorstand der Genossenschaft, dem zu diesem Zweck ein rechtsgelehrter Syndikus beigegeben war, eine Schiedsvorschlag. Wurde dieser nicht angenommen, so wurde das Schiedsgericht gebildet. Es bestand aus dem Ritterhauptmann, dem Syndikus und zweier Schiedsrichter. Von diesen benannte jede Partei je einen aus den Reihen der Autonomen. Wenn es keine Einigung gab, benannten die Parteien einvernehmlich einen Obmann. Konnte man sich nicht einigen, so bestimmte der Vorstand den Obmann. Gegen die Entscheidung des Schiedsgerichtes konnte Revision eingelegt werden. Die Revisionsinstanz bildete sich genauso wie das Schiedsgericht. Allerdings benannte jede Partei nun zwei Schiedsrichter. Bei Stimmengleichheit entschied nun der Hauptmann.
Die Genossenschaft unterhält mehrere private und öffentlich-rechtliche Stiftungen, unter anderem das Damenstift Schloss Ehreshoven; dort ist seit 1923 auch der Sitz der Genossenschaft. Zu diesem Zeitpunkt musste der bisherige Sitz, die Rheinische Ritterakademie auf Schloss Bedburg ebenso wie die dort von der Genossenschaft unterhaltene Höhere Schule aufgegeben werden.
Bei ihrer Gründung war die Genossenschaft sehr umstritten. Unter anderem hatte Ernst Moritz Arndt eine Streitschrift Gegen die rheinischen Autonomen verfasst. Es bestand die Befürchtung, dass auf lange Sicht sämtliches landwirtschaftliche Vermögen der Provinz in den Händen der wenigen Mitgliedsfamilien landen würde, da das Vermögen bei Erbgängen jeweils ungeschmälert in eine Hand hätte gelangen können. Dies hat sich jedoch nicht bestätigt. In die Ritterschaft sind heute auch Familien aufgenommen, die nicht dem historischen, ritterbürtigen Adel des Rheinlandes angehören. Teilweise gehören sie nicht dem Ritter-, sondern dem Fürstenstand an, teilweise nicht dem ritterbürtigen Uradel, teilweise sind sie aus anderen Ritterschaften ins Rheinland gekommen und haben hier Rittergüter geerbt oder erworben.
Gründungsfamilien sind die Grafen Loë, Fürstenberg, Spee, Eltz, Wolff-Metternich, Hoensbroech, Beissel von Gymnich, Schaesberg, die Freiherren Mirbach-Harff, Eltz-Rübenach, Rolshausen, Bongardt, Warsberg-Dorth, Spies von Büllesheim, von der Leyen zu Bloemersheim, Geyr von Schweppenburg, Vittinghoff gen. Schell zu Schellenberg, Wenge, Raitz von Frentz zu Garath, Raitz von Frentz zu Schlenderhan, Raitz von Frentz zu Kellenberg, Hatzfeldt-Wildenburg und Salis-Soglio.
Hinzu kamen die Prinzen Merode und Salm-Salm, die Grafen Bernstorff, Walderdorff, Droste zu Vischering, Galen, Schall-Riaucour, Westerholt, die Freiherrn Boeselager, Twickel, Elverfeldt, Stein, Wylich sowie die Herren von der Osten und von Hobe.